# Kvatre, mitološka bića
Kvatre su mitološka bića iz hrvatske mitologije. Etnološko-folkloristička literatura nije dobro istražila to vjerovanje. 
Zabilježeno je da se to vjerovanje izgubilo još u prvoj polovici 20. stoljeća. 
Vjerovalo se da Kvatre mogu razbiti ljude u "sunčani prah". Međimurci zamišljaju Kvatre kao četiri jahača koji jašu okolo, osobito po noći radi kažnjavanja onih koji su svojim držanjem i djelovanjem zaslužili kaznu. Iz istih se razloga za Kvatre posti i da je onda obvezno neko loše vrijeme: vjetar, kiša, magla, snijeg i slično. Oni koji ne poste za Kvatre će susresti mrtve koji oživljavaju te će ih biti strah.